# Droga terytorialna T 0202
Droga terytorialna T 0202 (ukr. Автошлях Т 0202) – droga terytorialna w obwodzie winnickim i czerkaskim. Łączy Mohylów Podolski z Humaniem. Droga ma 227 km i biegnie przez pięć rejonów obwodu czerkaskiego i winnickiego: rejon mohylowski, rejon tulczyński, rejon hajsyński i rejon humański. Na drodze jest położona stacja kolejowa w Krzyżopolu.

## Przebieg
Droga terytorialna T 0202 Zaczyna się w Mohylowie Podolskim, od drogi regionalnej R36 i biegnie na południowy wschód do Jampola równolegle od Dniestru. Tam krzyżując z drogą terytorialną T 0218 i drogą regionalną R08 zmienia swój kierunek na północno-wschodni. W Krzyżopole krzyżuje się z drogą terytorialną T 0233 i biegnie w kierunku Berszada. Droga kończy się na jednej z obwodnic Humania od drogi międzynarodowej M12.